# فرودگاه الکارت–مورتون کاونتی
فرودگاه الکارت-مورتون کاونتی (به انگلیسی: Elkhart-Morton County Airport) یک فرودگاه همگانی بهره‌برداری هوایی است که یک باند فرود آسفالت دارد و طول باند آن ۱۴۹۴ متر است. این فرودگاه در شهر الکارت، کانزاس کشور ایالات متحده آمریکا قرار دارد و در ارتفاع ۱۱۰۴ متری از سطح دریا واقع شده است.